# Gaius Marcius Figulus (Konsul 162 v. Chr.)
Gaius Marcius Figulus entstammte dem römischen Geschlecht der Marcier und war 162 sowie 156 v. Chr. Konsul.

## Familiäre Einordnung
Nach dem Zeugnis der Fasti Capitolini führte der Vater des Gaius Marcius Figulus ebenfalls das Pränomen Gaius, sein Großvater hingegen das Pränomen Quintus. Der Althistoriker Friedrich Münzer hält Gaius Marcius Figulus für einen Enkel des Konsuls von 281 v. Chr., Quintus Marcius Philippus, und damit für einen Vetter des Konsuls von 186 und 169 v. Chr., der ebenfalls Quintus Marcius Philippus hieß. Der Vater von Gaius Marcius Figulus hatte anstelle des Beinamens Philippus das Cognomen Figulus (d. h. „der Töpfer“) angenommen und an seine Kinder vererbt. Ein vom römischen Historiker Titus Livius für das Jahr 169 v. Chr. bezeugter Titus Marcius Figulus war wohl ein Bruder des hier behandelten Gaius Marcius Figulus.

## Rolle im Krieg gegen Perseus
Zum ersten Mal wird Gaius Marcius Figulus in den Quellen 169 v. Chr. erwähnt, als er zum Prätor gewählt wurde, während sein Vetter Quintus Marcius Philippus 17 Jahre nach der Erreichung des Konsulats erneut das höchste Staatsamt bekleiden konnte. Beide Marcier spielten in diesem Jahr eine bedeutende Rolle im Dritten Makedonisch-Römischen Krieg, den Rom gegen Perseus führte. Figulus leitete bei diesem Feldzug die militärischen Operationen der Römer zur See, Philippus jene zu Lande. Insgesamt verlief der Krieg gegen Perseus aber 169 v. Chr. nicht sonderlich glücklich und insbesondere Figulus gelangen keinerlei Erfolge.
Anfang 169 v. Chr. segelten die beiden Marcier mit ihrem Heer vom süditalienischen Brundisium aus über Korkyra zur westgriechischen Hafenstadt Actium. Dort trennte sich Figulus von dem Konsul und fuhr an der Insel Leukas vorbei, querte sodann den Golf von Korinth und landete bei Kreusis, einer am Meer gelegenen Stadt Böotiens. Durch diese griechische Region gelangte er in einem Landmarsch nach Chalkis, wo die von ihm zu übernehmenden römischen Schiffe stationiert waren. Der Konsul war inzwischen nach Thessalien vorgestoßen, wohin nun auch Figulus kam und an einem Kriegsrat teilnahm, in dem ein gleichzeitiger Angriff auf Makedonien zu Lande unter dem Kommando von Philippus und zur See unter der Leitung von Figulus beschlossen wurde.
Als Philippus über schwierige Gebirgspfade der Vorstoß ins Feindesland gelungen war, wurde er mit seinen Truppen von Schiffen des Figulus aus verproviantiert. Damals empfing Figulus eine unter der Führung des Agepolis eingetroffene Delegation aus Rhodos äußerst zuvorkommend. Nachdem er dem Landheer bei der Eroberung von Herakleion geholfen hatte, versuchte er vergeblich, verschiedene andere Städte wie Thessalonike und Antigoneia einzunehmen und musste sich auf die Verheerung des offenen Geländes beschränken. Als nächsten Schritt plante er die Erstürmung der auf der Halbinsel Pallene gelegenen Polis Kassandreia, wobei er auf die Verstärkungen des mit 20 Schiffen zur Unterstützung der Römer eingetroffenen Königs Eumenes II. von Pergamon zählen konnte. Auch der bithynische König Prusias II. hatte als Bundesgenosse Roms fünf Schiffe geschickt. Doch gelang es dem Prätor auch nach einer geraume Zeit dauernden Belagerung nicht, die von einer starken Besatzung verteidigte Stadt zu bezwingen, zumal ein Eindringversuch der Römer durch eine Lücke in der Stadtmauer von den Belagerten erfolgreich abgewehrt wurde. Ein Angriff des Eumenes brachte ebenfalls keinen Erfolg. Als auch noch eine Flotte des Perseus erschien und den Eingeschlossenen weitere Zufuhren brachte, gaben die verbündeten Römer und Pergamener das Unternehmen auf.
Ebenfalls erfolglos verlief für Figulus der Versuch, die nicht weit von Kassandreia gelegene Ortschaft  Torone zu gewinnen. Nun segelte der Prätor gemeinsam mit dem pergamenischen König nach Iolkos, um in Kooperation mit Teilen des römischen Landheeres die bedeutende Hafenstadt Demetrias zu nehmen. Der Konsularlegat Marcus Popillius Laenas attackierte mit 5000 Soldaten im Auftrag des Konsuls Philippus die nördlich von Demetrias befindliche Stadt Meliboia, unterlag aber einer Entsatzarmee des Makedonenkönigs, die anschließend in das bedrohte Demetrias einmarschierte. Dies bewirkte, dass die Römer und Pergamener nun abzogen.
Eumenes reiste nun heimwärts, nachdem er zuvor noch den Konsul Philippus zu dessen erfolgreichem Eindringen in Makedonien beglückwünscht hatte. Für die Zeit des Winters ließ Figulus einen Teil seiner Flotte bei Skiathos Stellung beziehen, während er selbst mit den restlichen Schiffen bei der auf der Insel Euböa gelegenen Stadt Oreos ankerte. Anfang des nächsten Jahres 168 v. Chr. erhielt er in Gnaeus Octavius einen Nachfolger als Flottenkommandant. Für die erfolglose Kriegsführung zur See wurde insbesondere Eumenes verantwortlich gemacht; der wenig zuverlässige römische Annalist Valerius Antias berichtete sogar, dass der pergamenische König dem Prätor keinerlei Unterstützung hätte zukommen lassen.

## Weitere Karriere
162 v. Chr. gelangte Figulus gemeinsam mit Publius Cornelius Scipio Nasica Corculum zum höchsten Staatsamt. Er konnte sich aber keiner langen Amtsführung erfreuen, weil der Konsul des Vorjahres, Tiberius Sempronius Gracchus, der die Komitien für 162 v. Chr. abgehalten hatte, die Wahl aufgrund einer angeblichen Verletzung des Sakralrechts als ungültig aufheben ließ. Daher blieb dem bereits in seiner Provinz Gallien befindlichen Figulus nichts anderes übrig, als ebenso wie sein Mitkonsul zurückzutreten.
Sechs Jahre später, 156 v. Chr., wurde Figulus noch einmal zum Konsul gewählt, diesmal gemeinsam mit Lucius Cornelius Lentulus Lupus. Nun fiel ihm die Bekämpfung des nach Illyrien vorgedrungenen Stammes der Dalmater zu. Am Beginn des Feldzuges war er wenig erfolgreich und wurde besiegt; auch den Hauptort der Feinde, das auf einem Berg gelegene und stark befestigte Delminium, konnte er nicht erobern. Dafür besetzte er nun kleinere Orte und machte sich im Winter an eine umfassende Einschließung von Delminium, das er mit brennenden Geschossen attackieren ließ und so in der Stadt eine Feuersbrunst auslöste. Allerdings gelang es erst dem ihn 155 v. Chr. ablösenden neuen Konsul, seinem ehemaligen Amtskollegen Publius Cornelius Scipio Nasica Corculum, die Eroberung der dalmatischen Festung glücklich zu Ende bringen.
Über das weitere Leben des Figulus ist in den erhaltenen Quellen nichts überliefert. Sein gleichnamiger Sohn war Jurist und vergeblicher Konsulatsbewerber.